# Хортиця (видавництво)
«Хортиця» — видавничий кооператив у Львові, заснований й керований членами Товариства Допомоги Емігрантам з України. Діяв у 1928—1939 роках.

## Діяльність
Видавало щорічні календарі «Дніпро», випустила чимало історичної і мемуарної літератури: Андрія Чайковського («Полковник Кричевський»), М.Ессад-Бея («Змова проти світу, ҐПУ»), О.Лотоцького («На ріках Вавилонських»), Ю.Липи («Призначення України»), І.Борщака («Андрій Войнаровський…»), М.Ковалевського («Під червоною Москвою»), В.Сімовича («Листування Лесі Українки з Й.Маковеєм»), кілька повістей Ф.Дудка, спомини С.Русової та ін.